# Résolution 781 du Conseil de sécurité des Nations unies
Membres permanents
- Chine
- États-Unis
- France
- Royaume-Uni
- Russie

Membres non permanents
- Autriche
- Belgique
- Cap-Vert
- Équateur
- Hongrie
- Inde
- Japon
- Maroc
- Venezuela
- Zimbabwe

Résolution no 780 Résolution no 782
La résolution 781 du Conseil de sécurité des Nations unies a été adoptée le 9 octobre 1992. Après avoir réaffirmé la résolution 713 (1991) et toutes les résolutions ultérieures sur la situation en ex-Yougoslavie, le Conseil a décidé d'imposer une interdiction des vols militaires dans l'espace aérien au-dessus de la Bosnie-Herzégovine, agissant conformément à la résolution 770 (1992).
Le Conseil a précisé que l'interdiction ne s'appliquait pas aux vols liés à la Force de protection des Nations unies (FORPRONU) ni à d'autres opérations des Nations unies et vols d'aide humanitaire. Il a demandé à la FORPRONU de surveiller le respect de l'interdiction, y-compris en déployant des observateurs sur les aérodromes de l'ex-Yougoslavie, et de veiller à ce que l'objectif des vols vers la Bosnie-Herzégovine soit conforme aux résolutions du Conseil de sécurité. 
La résolution a ensuite appelé les États membres à prendre toutes les mesures nécessaires pour assister la FORPRONU sur la base d'un suivi technique et d'autres capacités. Il a également demandé au secrétaire général Boutros Boutros-Ghali de faire rapport périodiquement au Conseil de sécurité sur la mise en œuvre de la résolution actuelle et sur toute violation de celle-ci. Le Conseil a ensuite déclaré qu'il s'engagerait à examiner les informations concernant la mise en œuvre de la résolution 781 et toute violation de cette dernière, sans exclure la perspective d'introduire de nouvelles mesures pour faire respecter l'interdiction. La résolution précisait seulement que les « agences régionales » pouvaient surveiller l'interdiction, mais plus tard la résolution 816 (1993) autorisa les forces de l'OTAN à abattre les contrevenants. L'interdiction a été violée à plusieurs reprises, notamment par l'armée de l'air serbe de Bosnie contre des cibles militaires et civiles dans les enclaves musulmanes. 
La résolution 781 a été adoptée par 14 voix contre zéro, avec une abstention de la Chine, en protestation contre le texte de la résolution laissant entendre que la force pourrait être utilisée si l'interdiction n'était pas appliquée. 

## Voir également
- Éclatement de la Yougoslavie
- Guerre de Bosnie
- Guerres yougoslaves